# Il maestro del terrore
Il maestro del terrore è un film per la televisione del 1988 diretto da Lamberto Bava, figlio d'arte di Mario Bava.

## Trama
Il protagonista del film è un regista di film horror che usa lo pseudonimo di Omen (dal latino presagio). Durante le riprese del suo ultimo film fa licenziare un suo collaboratore, nonché ex amico. La vendetta di quest'ultimo non tarderà ad arrivare. Così il regista farà presto la conoscenza di quell'orrore che lui descrive nei suoi film e a rimetterci questa volta sarà anche la sua famiglia.

## Curiosità
- Come tutti film TV della serie "Alta Tensione", venne prodotto da Reteitalia nel 1989 per essere trasmesso sulle reti Fininvest, ma non venne mai mandato in onda a causa della violenza di alcune scene. Il film rimase quindi inedito per ben 10 anni, fino a quando passò per la prima volta su Italia 1 il 28 giugno 1999[1] durante la notte, mentre nel 2007 tutta la serie venne trasmessa dal canale satellitare Zone Fantasy.
- È tuttora inedito in DVD, mentre la videocassetta distribuita da Medusa è ormai rara.
- Ferzan Özpetek è accreditato come aiuto regista.